# Линия Салпа

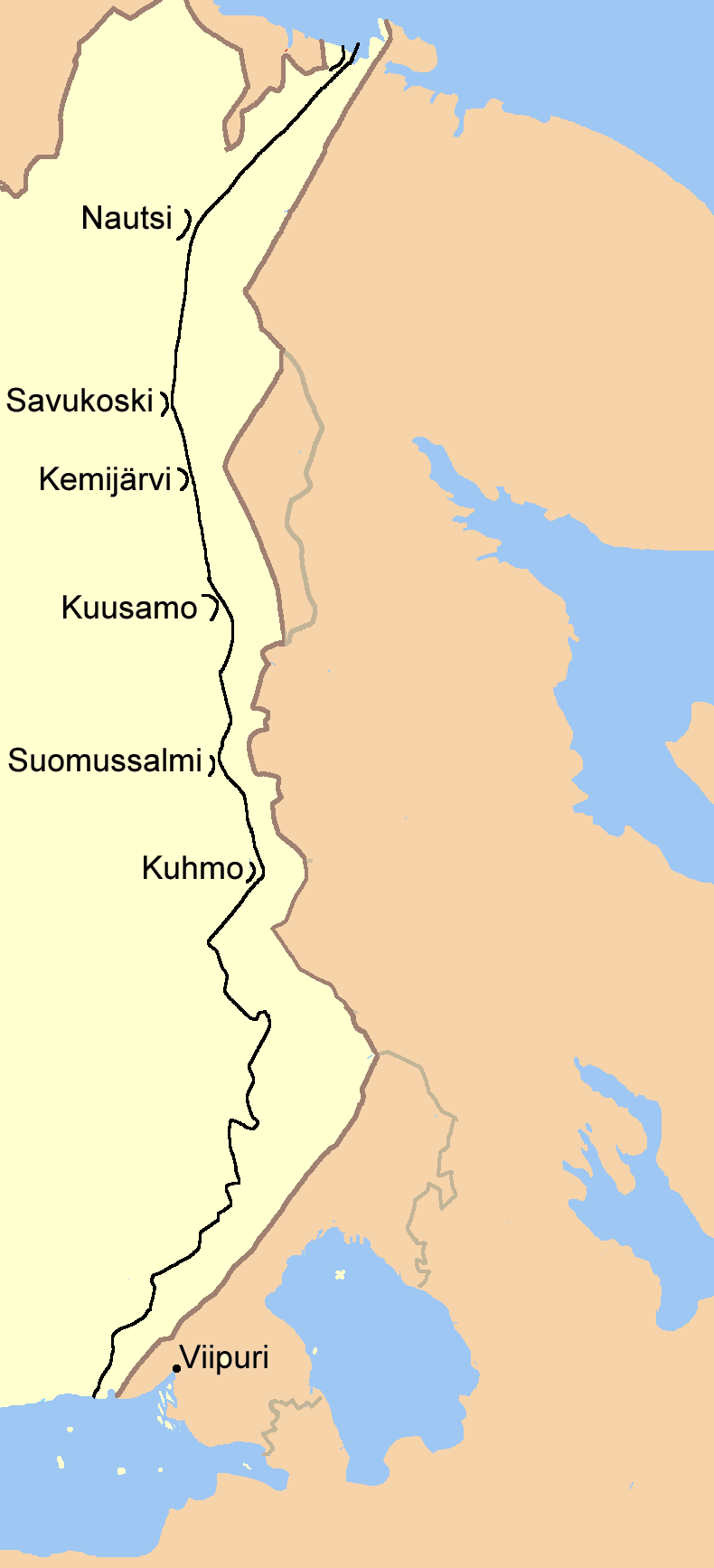

Ли́ния Са́лпа (фин. Salpalinja, швед. Salpalinjen, фин. salpa — «затвор», «засов», «задвижка») — череда фортификационных заграждений протяжённостью около 1200 км вдоль всей восточной границы Финляндии — от Финского залива до Петсамо. Линия была построена в основном в 1941 году после Зимней войны в период действия Московского мирного договора в 1940—1941 годах для защиты восточных рубежей Финляндии от нападения со стороны Советского Союза. Цепь фортификационных заграждений возводилась по всей границе от Финского залива до Северного Ледовитого океана. Укрепления образовали сплошную оборонительную цепь между Финским заливом и озером Сайма. Между озёрами Сайма и Пиелинен были укреплены проливы. Укрепления были построены на всей протяжённости границ от Виролахти до Савукоски, однако их плотность была неравномерной: 90 % всех заграждений построено на участке между Финским заливом и озером Сайма. Боевые действия на линии не проходили, чем объясняется относительно хорошая сохранность оборонительных сооружений.

## Строительство
Решение о строительстве линии обороны было принято сразу после окончания Зимней войны по инициативе маршала Карла Густава Маннергейма. План строительства был разработан к 8 мая 1940 года в штабе фортификационного управления по инициативе генерала Рудольфа Вальдена. Руководителем строительства был назначен инженер по бетонным работам генерал-майор Эдвард Ханелл.
Возведение линии началось осенью 1940 года сначала силами добровольцев, затем — силами мобилизованных из числа негодных к строевой военной службе. Наибольшее количество работающих на проекте приходилось на весну 1941 года. Это был самый активный период строительных работ, в котором было задействовано около 35 тысяч человек. В строительстве приняло участие 35 тысяч мужчин и 2 тысячи женщин-добровольцев из женской военизированной организации «Лотта Свярд», основанной в 1920 году. С началом Советско-финской войны 1941—1944 годов работы на линии были остановлены, вооружение снято с ДОТов и ДЗОТов и отправлено на фронт. В начале 1944 года работы были возобновлены и продолжались до конца войны с СССР (4 сентября 1944 года). Всего к работам было привлечено 34 тысячи рабочих. Длина оборонительных заграждений, включавших сотни оборонительных точек, в итоге составила 1200 километров. Общие расходы на строительство линии Салпа составили 2,5 миллиарда финских марок.

## Оборонительные укрепления
Линия была укреплена значительно сильнее, чем «линия Маннергейма». Было построено 728 бетонных сооружений, 225 км противотанковых надолбов, около 130 км противотанковых рвов, 350 км различных траншей, 3000 ДЗОТов, 254 шарообразных бункеров. Также имелось 315 км заграждений из колючей проволоки. Большинство этих фортификационных построек расположено на участке между Финским заливом и озером Кивиярви. Из-за недостатка артиллерии финны использовали старинные 9-дюймовые мортиры из батарей береговой артиллерии.
Основные типы бетонных сооружений на линии Салпа были следующими: 

•	пулемётный полукапонир, совмещённый с убежищем на 20 человек,

•	пулемётно-артиллерийский полукапонир фланкирующего огня, совмещённый с убежищем и командным пунктом на 40 человек,

•	шарообразные бетонные укрытия на 10-15 человек.
Все бетонные сооружения были заглублены и имели подушки из песка и валунов. Потолочные перекрытия располагались на высоте 2 метра, стены фронтальной стороны 2,3 метра. Они были рассчитаны на одиночные попадания артиллерийских снарядов.

## Роль в войне
Советское наступление летом 1944-го не достигло линии Салпа, поэтому она не участвовала в боевых действиях.

## Современное состояние и туристическое значение
Бетонные сооружения, железобетонные траншеи, противотанковые каменные сооружения до сих пор стоят на своих местах. Деревянные конструкции по большей части прогнили, земляные траншеи и окопы обрушились, когда-то вырубленный лес во многих местах вырос так, что строения трудно распознать, однако многие оборонительные сооружения были укреплены деревом и восстановлены в качестве исторических памятников и туристических достопримечательностей.
Сегодня на линии Салпа работают несколько музеев местного значения:

•	Музей линии Салпа в Миехиккяля — военно-исторический музей, посвящённый истории строительства линии Салпа;

•	Музей бункеров и музей линии Салпа в Виролахти;

•	Музей бункеров в городе Йоэнсуу.
В музеях проведено электричество, установлено вооружение с оптическими прицелами, пулемётные станки, двери, деревянные нары и столы. Бетонные сооружения, находящие рядом с дорогами, оснащены плакатами (щитами) с картами, схемами, фотографиями, указаны телефоны для заказа экскурсии. Многие оборонительные сооружения линии Салпа расположены на частных землях, поэтому передвижение туристических групп по частной земле всегда должно осуществляться только с разрешением землевладельца.

## Исследование
В 2005 году вышла книга-путеводитель Арми Ойнонен и Арво Толмунена «Путешествие на линию Салпа», знакомящая читателя с линией обороны в качестве военно-исторического памятника. В книге представлены 60 точек в разных областях Финляндии, посещение которых дает полное представления о линии Салпа. В целом в результате серии научных и краеведческих проектов современное состояние линии Салпа хорошо описано и документировано.

## Иллюстрации

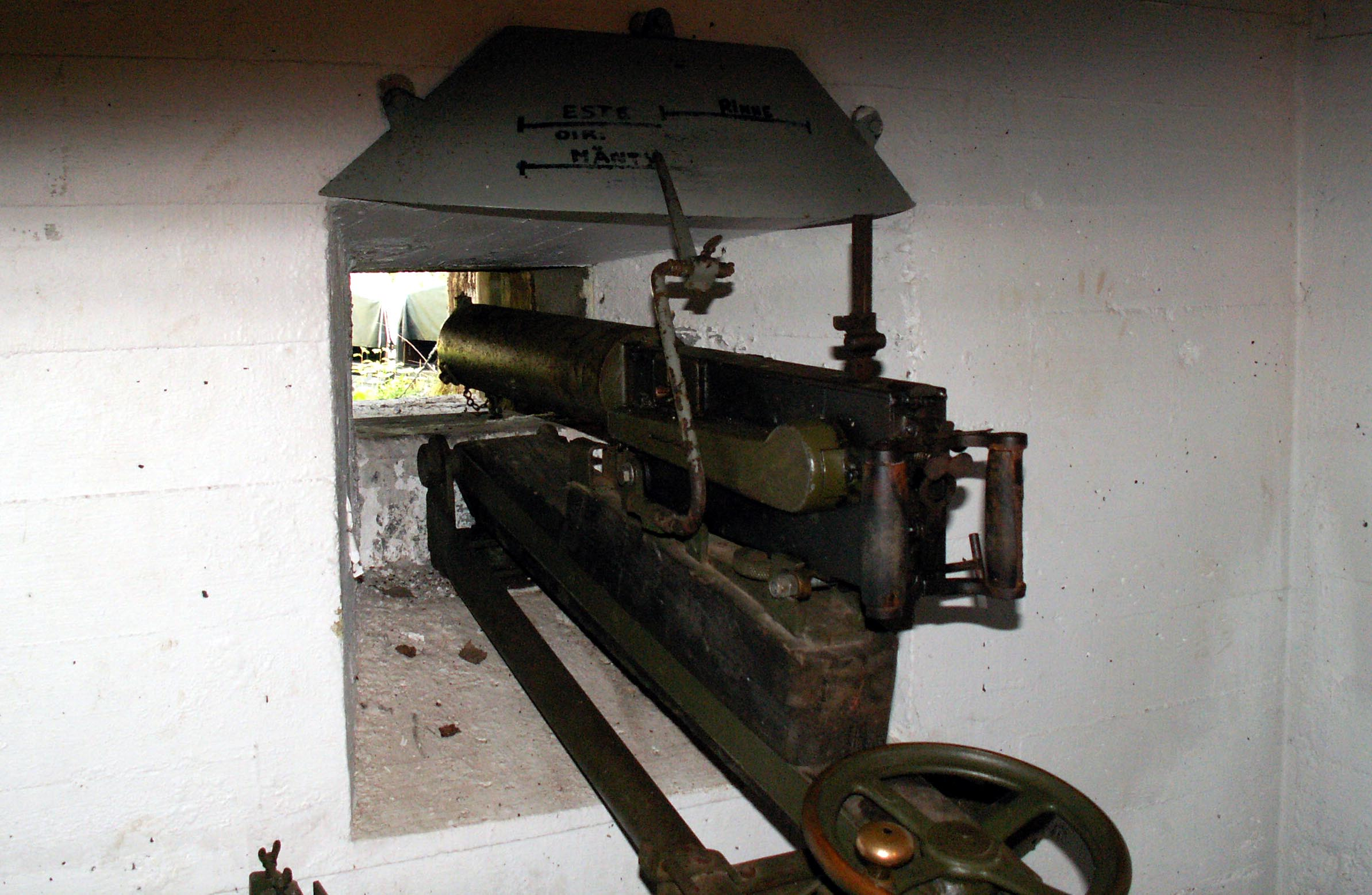
Пулемётная установка в ДОТе, музей Салпа
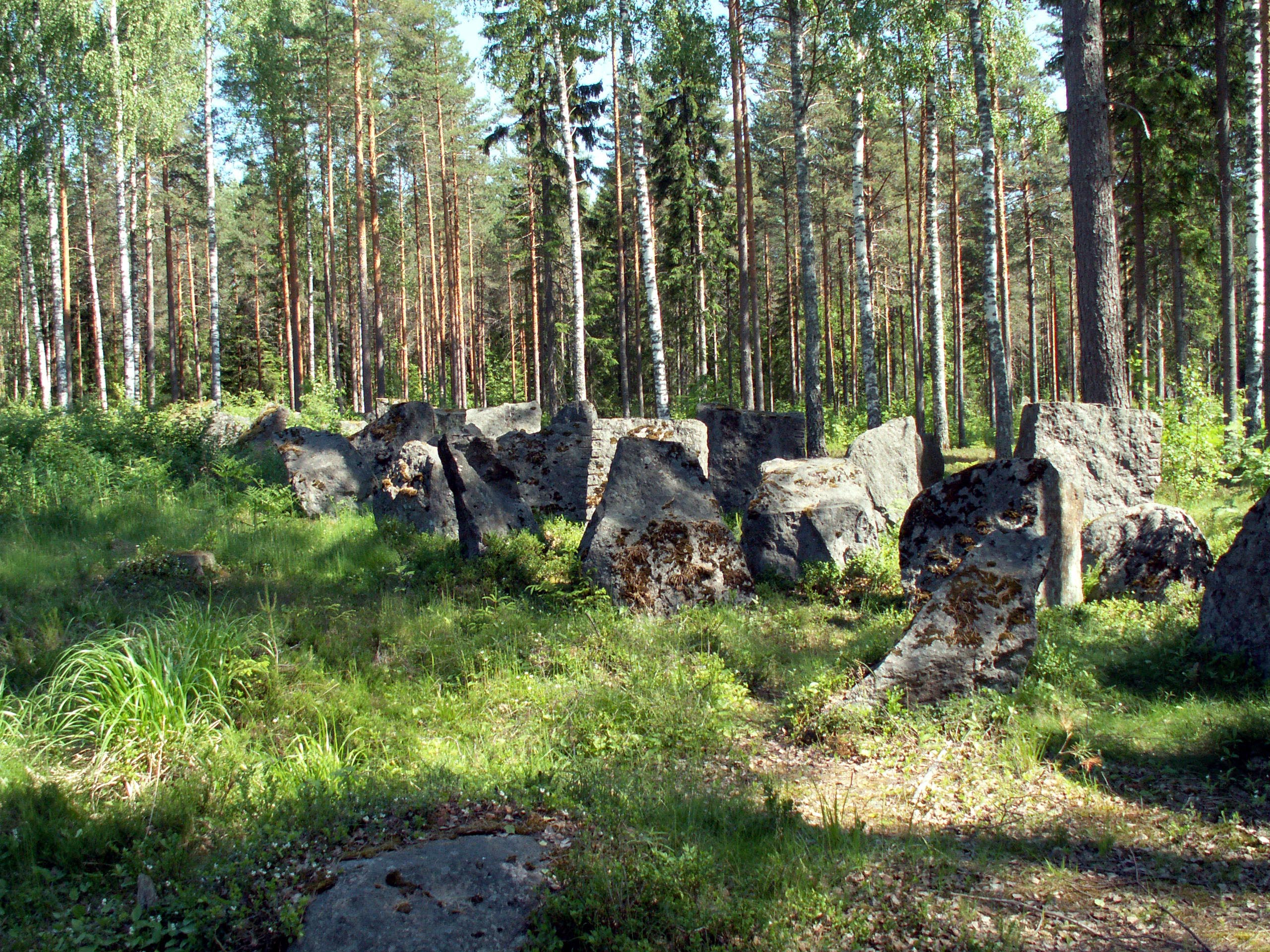
Противотанковые надолбы в Миехиккяля
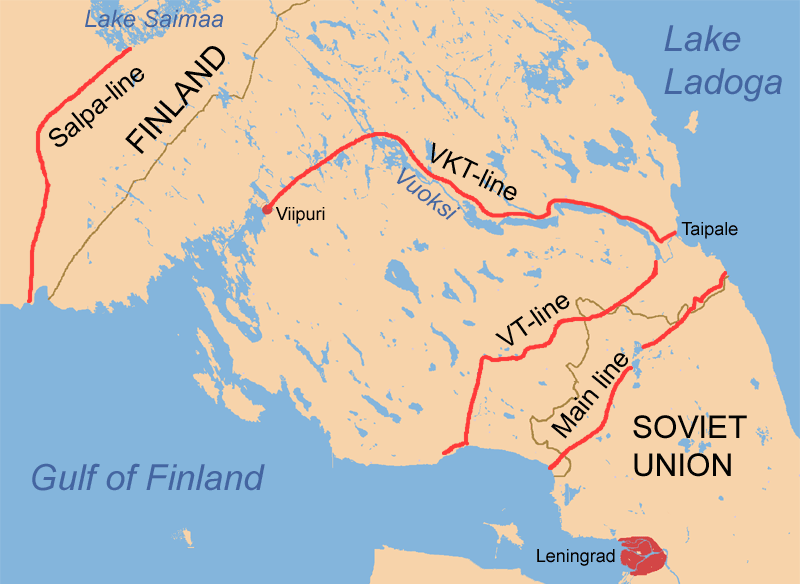
Карта финских укреплений на Карельском перешейке, показан крайний южный участок линии Салпа
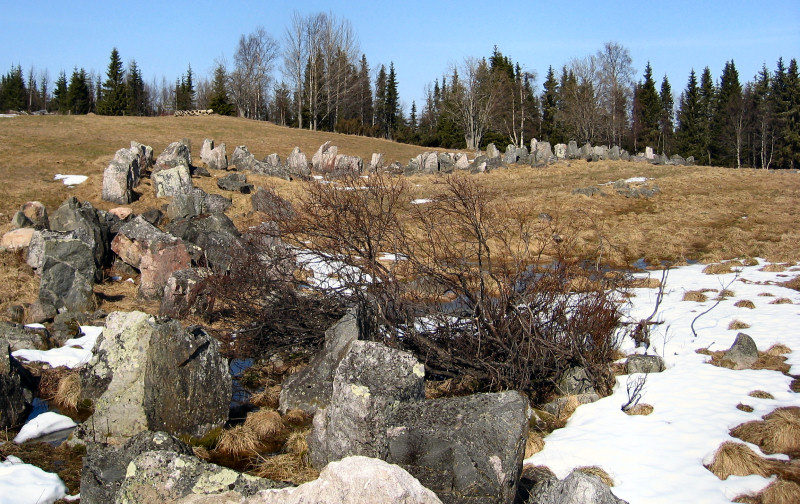
Противотанковые надолбы у деревни Ахоланвара
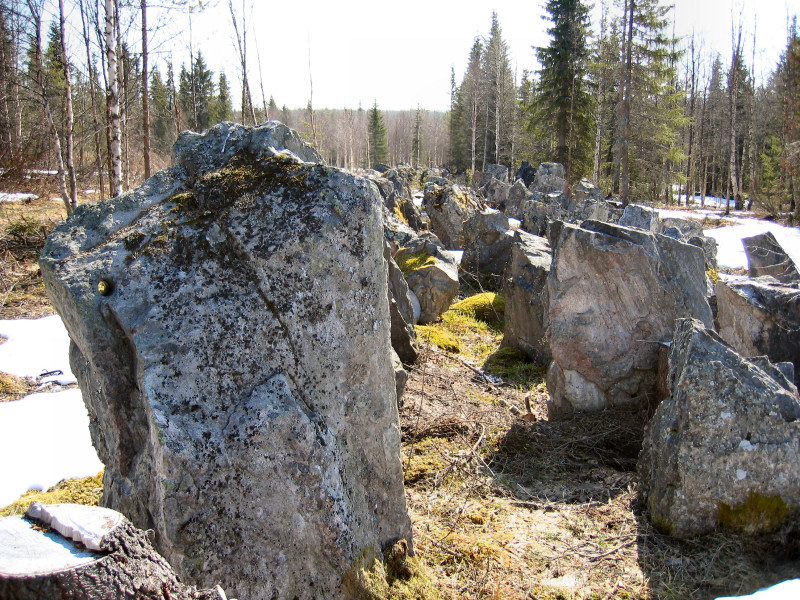
Там же